# Національна академія наук Італії
Національна академія наук (італ. Accademia Nazionale delle Scienze), або більш офіційно Національна академія наук сорока (італ. L'Accademia Nazionale delle Scienze detta dei XL) — національна академія наук в Італії. Її головний офіс розташований у Римі на розі вулиць Спалланцані та Сіракуза.
Академія сприяє розвитку математики, фізики та природничих наук, організовує зустрічі, видає журнали, створює консультативні комітети при державних органах та присуджує наукові премії.
Академія складається з 40 членів і змінної кількості «надлишкових членів», які мають вік щонайменше 70 років і були членами щонайменше п'ять років. До складу академії також входять 25 іноземних членів.

## Історія
Академія була заснована в 1782 році у Вероні як Società Italiana і включала 40 вчених з різних частин Італії. Ідею створення академії для провідних італійських учених висунув у 1766 році математик Антоніо Марія Лоргна. До 1781 року він отримав підтримку Алессандро Вольти, Ладзаро Спалланцані, Руджера-Йосипа Бошковича та інших. У наступному році було створено Società Italiana, до складу якого увійшли сорок членів — найважливіших італійських учених того періоду.